# Gesa Birnkraut
Gesa Birnkraut (* 1971) ist eine deutsche Wirtschaftswissenschaftlerin und Professorin für Strategisches Management in Nonprofit-Organisationen an der Hochschule Osnabrück.

## Leben
Birnkraut studierte Betriebswirtschaftslehre an der Universität Hamburg und Kulturmanagement an der Hochschule für Musik und Theater Hamburg. Ihre Promotion legte sie 2003 als externe Promovendin bei Werner Heinrichs an der Pädagogischen Hochschule Ludwigsburg zum Thema „Ehrenamt in kulturellen Institutionen im Vergleich USA / Deutschland“ ab. Von 2004 bis 2011 war Gesa Birnkraut Professorin und Fachbereichsleiterin für Kulturmanagement an der Estonian Academy of Music and Theatre in Tallinn, Estland. Seit Wintersemester 2011 hält sie eine Professur für Strategisches Management in Nonprofit-Organisationen an der Hochschule Osnabrück, die sie in Teilzeit ausübt.
Neben ihrer Lehr- und Forschungstätigkeit ist Gesa Birnkraut geschäftsführende Gesellschafterin der Kulturmanagement-Beratung Birnkraut|Partner, die Unternehmen und Non-Profit-Organisationen mit dem Schwerpunkt Kultur, Bildung und Soziales in allen Bereichen der strategischen Partnerschaften berät. Darüber hinaus ist sie seit 2005 Vorsitzende des Vorstands des Instituts für Kulturkonzepte Hamburg e. V., eines gemeinnützigen Vereins, der die Aus- und Weiterbildung im Bereich Kulturmanagement und Non-Profit-Management fördert.

## Forschungsschwerpunkte
- Kulturmanagement
- Evaluation im Non-Profit & Kulturbereich
- Ehrenamtsmanagement

## Werke (Auswahl)
- Die Marke in der Kreativwirtschaft. Stuttgart: Kohlhammer Verlag, 2013.
- Evaluation im Kulturbetrieb. Wiesbaden: VS Verlag, 2010.
- Volunteer Management in Deutschland. Saarbrücken: VDM Verlag Dr. Müller, 2007
- Management von Ehrenamtlichen – ein Leitfaden für Kulturinstitutionen. KMM Verlag Hamburg, 2004.

## Herausgeberschaften
- Jahrbuch für Management in Nonprofit-Organisationen. Hg. zusammen mit Rainer Lisowski, Stefanie Wesselmann, Rolf Wortmann. Münster: LIT-Verlag, Seit 2012
- Kulturmanagement konkret. Hg. Zusammen mit Karin Wolff. Hamburg: Institut für Kulturkonzepte, 2007–2010.

## Mitgliedschaften
- Mitglied der Kulturpolitischen Gesellschaft Bonn
- Mitglied des European Network of Cultural Management Trainers Encatc
- Stellvertretende Vorsitzende des Beirats „Maßnahmen für die Kultur- und Kreativwirtschaft“ der Initiative Kultur- und Kreativwirtschaft der Bundesregierung
- Mitglied im Beirat des Vereins Fröbel e. V.
- Vorsitzende des Ausschusses Kultur und Wirtschaft der Handelskammer Hamburg
- Mitglied des Commerz Collegium zu Altona